# 博帕尔土邦
博帕尔土邦是印度历史上的一个土邦，其首都位于今日印度中央邦的博帕尔。
博帕尔土邦于1707年由多斯特·穆罕默德汗建立。此人曾是莫卧儿帝国的一名普什图人士兵，在奥朗则布去世后，他出走到博帕尔一带，建立了该土邦。1720年代初期，多斯特建立了博帕尔城，以之为首都，自称博帕爾纳瓦卜，此后历代统治者都持有这个头衔。
1730年代，马拉塔人的势力扩张到附近，西至印多尔、北至瓜廖尔都是马拉塔人的地盘。但信仰伊斯兰教的博帕尔统治者拒绝向异教徒屈服，积极抗击马拉塔人的进攻。
在第一次英国-马拉塔战争中，博帕尔是英国在印度为数不多的盟友之一。第二次英国-马拉塔战争中，博帕尔曾请求英国保护，但没有成功。在第三次英国-马拉塔战争爆发后，英国于1817年将博帕尔至于自己的保护之下。
博帕尔是印度独立前的第二大土邦，仅次于海得拉巴土邦。1947年印巴分治时，博帕尔末代纳瓦卜哈米德拉汗反对分治方案。虽然他与巴基斯坦总督穆罕默德·阿里·真纳是好朋友，但还是决定让博帕尔保持独立。博帕尔、克什米尔、海得拉巴、锡金、特拉凡哥尔等土邦都决定不加入任何一方。
真纳敦促博帕尔加入巴基斯坦，哈米德拉则于1948年3月表示博帕尔希望成为一个独立的国家。同年12月，博帕尔的印度教徒发生反对纳瓦卜的骚动。在印度的介入下，Hamidullah Khan被迫释放了先前逮捕的示威者，并于1949年4月30日签署加入印度的条约。6月1日，博帕尔土邦正式被印度政府接管。